# Infiniti QX50
La Infiniti QX50 è un'autovettura compatta di alto livello prodotta dalla casa automobilistica giapponese Infiniti dal 2007 in due generazioni. L'unica carrozzeria disponibile è SUV cinque porte. Fino al 2013 la Infiniti QX50 era denominata Infiniti EX, dopo di cui cambiò nome. In Giappone il modello è commercializzato con il nome di Nissan Skyline Crossover.

## La prima serie: 2007-2018

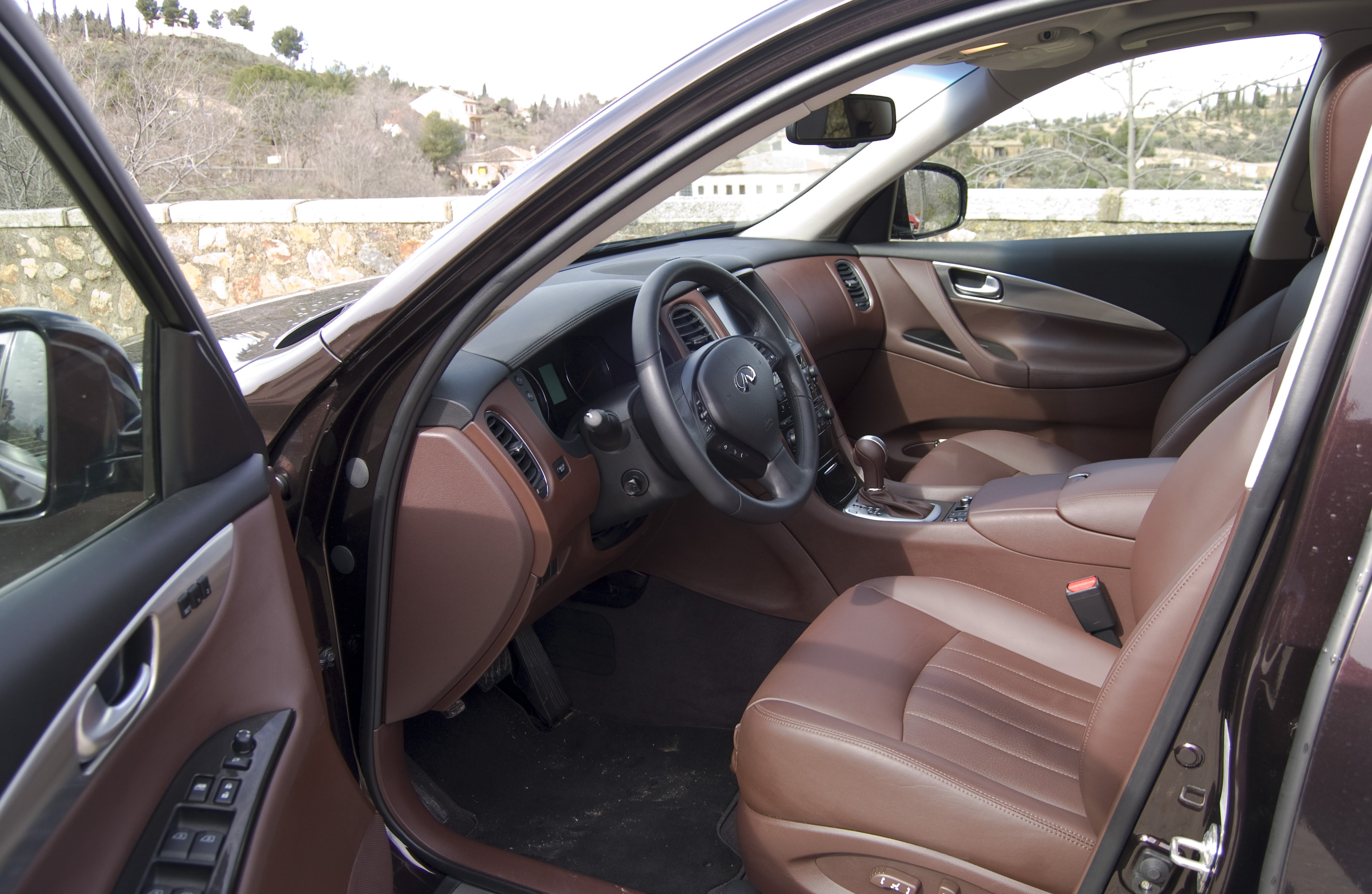
Gli interni di una Infiniti QX50 prima serie

La prima generazione della Infiniti QX50, introdotta nel 2007 e chiamata fino all'estate 2013 Infiniti EX, è alimentata da un motore a benzina V6 da 3,5 L di cilindrata erogante 300 CV di potenza. È a trazione posteriore, e il cambio è automatico a sette rapporti. 
Gli esemplari esportati in Europa a partire dal 2009 montavano un motore a benzina V6 da 3,7 L e 320 CV. Nella primavera del 2010 venne aggiunto alla gamma un motore diesel V6 da 3,0 L e 228 CV, che è stato presentato al salone dell'automobile di Ginevra. Sui modelli esportati in Europa, questo motore erogava 238 CV. Nel 2015 il modello fu oggetto di un restyling. Questa versione aggiornata venne presentata al salone dell'automobile di New York nell'aprile 2015.

## La seconda serie: 2017-

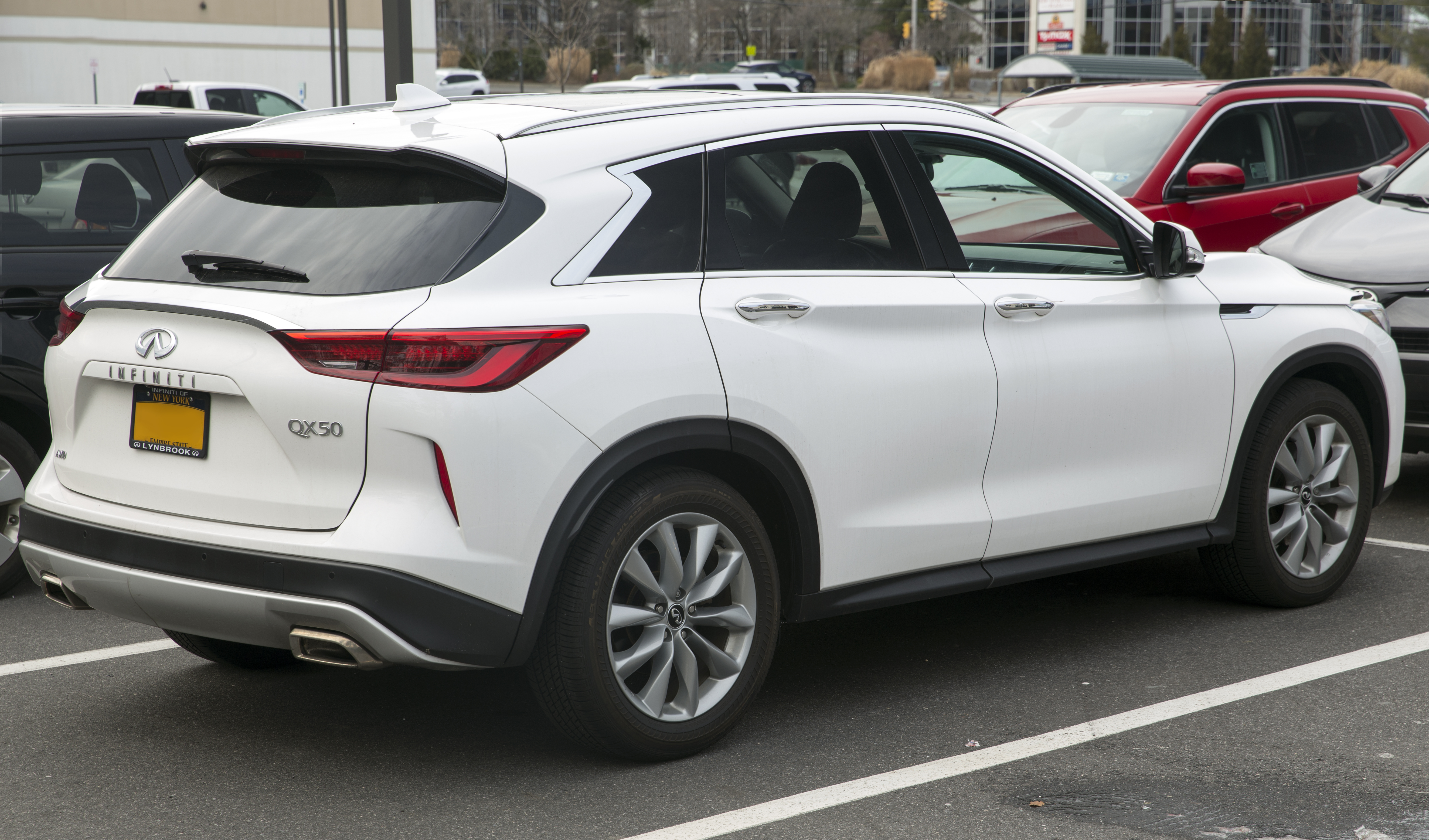
il retro di una Infiniti QX50 seconda serie

La concept car Infiniti QX Sport Inspiration Concept, presentata al salone dell'automobile di Pechino nell'aprile 2016, ha fornito le basi per la seconda generazione del modello.. Nel gennaio 2017 la Infiniti ha presentato al salone dell'automobile di Detroit una seconda concept car, la Infiniti QX50 Concept, anch'essa finalizzata allo sviluppo della seconda generazione del modello, questa volta con caratteristiche molto più vicine a quelle che poi sono state applicate alla seconda serie della QX50.
La seconda generazione della Infiniti QX50 è stata presentata al salone dell'automobile di Los Angeles nel novembre 2017. È assemblata ad Aguascalientes, in Messico. A differenza della generazione precedente, è a trazione anteriore o integrale. Il cambio è continuo. Nel model year 2023 è stata lanciata sui mercati una versione più sportiva, la QX50S.
La seconda serie della QX50 è alimentata da un motore a benzina a quattro cilindrio in linea da 2 L di cilindrata che eroga 272 CV di potenza e che è provvisto di rapporto di compressione variabile. Quest'ultimo fa variare il rapporto di compressione da 8:1 e a 14:1. Nello specifico, la corsa del cilindro varia fino a sei millimetri, il che significa che la cilindrata varia tra 1.970 e 1.997 cm³. Questa seconda generazione della Infiniti QX50 è il primo veicolo prodotto in serie al mondo a utilizzare questa tecnologia.